# Liste alter Synagogen in Schleswig-Holstein
Von den zahlreichen Synagogen, die sich in den 1930er Jahren auf dem Gebiet des heutigen Bundeslandes Schleswig-Holstein befanden, konnten nur sehr wenige der Zerstörung durch die Nationalsozialisten während der Novemberpogrome 1938 entgehen.
Die folgende Liste führt die heute noch vorhandenen alten Synagogen in Schleswig-Holstein auf. Ehemalige Gotteshäuser, die durch Umbau zu Wohn- oder Geschäftshäusern bzw. Lagerhallen in einer Weise verändert wurden, welche die ursprüngliche Funktion unkenntlich macht, finden hierbei keine Berücksichtigung:
| Bild | Ort            | Synagoge                   | Baujahr | Nutzung | Anmerkungen |
| ---- | -------------- | -------------------------- | ------- | ------- | --- |
|      | Friedrichstadt | Synagoge (Friedrichstadt)  | 1844/47 |         | heute Kulturzentrum mit Ausstellung über die Geschichte der jüdischen Gemeinde                                                                      |
|      | Rendsburg      | Jüdisches Museum Rendsburg | 1842–45 |         | heute Begegnungsstätte, im benachbarten ehemaligen Schulgebäude befindet sich ein jüdisches Museum                                                  |
|      | Bad Segeberg   | Synagoge Bad Segeberg      | 2007    |         | 2007 wurde der Neubau geweiht. |
|      | Lübeck         | Synagoge Lübeck            | 1876/80 |         | Nach Zerstörung und Umbauten während der Zeit des Nationalsozialismus im äußeren Erscheinungsbild stark verändert; heute Wiedernutzung als Synagoge |

## Weblink
- Synagogen Internet-Archiv